# Liste der Naturdenkmale in Sassnitz
Die Liste der Naturdenkmale in Sassnitz nennt die Naturdenkmale in  Sassnitz im Landkreis Vorpommern-Rügen in Mecklenburg-Vorpommern.

## Naturdenkmale
| Bild                          | Nr.        | Bezeichnung                              | Standort                                                       | Beschreibung                                                                                | Schutzzweck | Verordnung                                                         |
| ----------------------------- | ---------- | ---------------------------------------- | -------------------------------------------------------------- | ------------------------------------------------------------------------------------------- | ----------- | ------------------------------------------------------------------ |
| mehr Fotos \| Fotos hochladen |            | Stein                                    | Sassnitz (54° 31′ 6,7″ N, 13° 39′ 45″ O)                       | Klein Helgoland                                                                             |             |                                                                    |
| BW                            |            | Stein                                    | Sassnitz Jasmunder Landstraße (54° 29′ 32″ N, 13° 34′ 45,7″ O) |                                                                                             |             |                                                                    |
| BW                            |            | Eiben                                    | Wostevitz (54° 29′ 53,6″ N, 13° 34′ 7,5″ O)                    |                                                                                             |             |                                                                    |
| BW                            |            | Buchsbaum                                | Wostevitz (54° 29′ 53,4″ N, 13° 34′ 8,6″ O)                    |                                                                                             |             |                                                                    |
| BW                            |            | Buchsbaum (6×)                           | Dubnitz (54° 29′ 57,2″ N, 13° 34′ 38,3″ O)                     |                                                                                             |             |                                                                    |
| BW                            |            | Eibe (4×)                                | Dubnitz (54° 29′ 57,2″ N, 13° 34′ 39,9″ O)                     |                                                                                             |             |                                                                    |
| BW                            | fnd_vr_030 | Trockenhänge am Kleinen Jasmunder Bodden | (54° 28′ 46,2″ N, 13° 32′ 3,8″ O)                              | erste Festsetzung 1981. Wertvolles Biotop, wertvolle Pflanzenart(en), wertvolle Tierart(en) |             | Beschluss des Rates des Kreises Rügen Nr. 191/21-88 vom 06.10.1988 |
| BW                            | fnd_vr_033 | Hülsenbüsche in Neumukran                | Neumukran (54° 28′ 44,4″ N, 13° 34′ 29,6″ O)                   | erste Festsetzung 1986. Wertvolle Pflanzenart(en)                                           |             | Beschluss des Rates des Kreises Rügen Nr. 191/21-88 vom 06.10.1988 |
| BW                            | fnd_vr_038 | Trespen-Kalktrockenrasen bei Dargast     | Dargast (54° 31′ 45,5″ N, 13° 37′ 28,2″ O)                     | Fläche 3 ha. Erste Festsetzung 1986. Wertvolles Biotop, wertvolle Pflanzenart(en)           |             | Beschluss des Rates des Kreises Rügen Nr. 191/21-88 vom 06.10.1988 |